# 専田和也
専田 和也（せんだ かずや、1993年1月15日 - ）は、日本の元男子バレーボール選手。

## 来歴
神奈川県相模原市出身。家族の影響を受けてバレーボールを始める。
弥栄高等学校、早稲田大学を経て、2014年末にパナソニックパンサーズの内定選手となった。
2015年入団。同年、「2015東アジア地区男子選手権大会」に全日本ユニバ代表として参加し、チームは優勝を果たした。
2021年、2020-21シーズン終了をもって現役引退。同年度の黒鷲旗大会が新型コロナウイルス感染症の流行により中止となったため、昨年度の山添信也と同様、4月29日にチーム紅白戦「パンサーズマッチ」として引退試合が開催され（山添も解説者で出演）、最後にチームから花束が贈呈された。

## 所属チーム
- 弥栄高等学校
- 早稲田大学
- パナソニックパンサーズ（2015-2021年）